# Taenaris ansuna
Taenaris ansuna är en fjärilsart som beskrevs av Hans Fruhstorfer 1904. Taenaris ansuna ingår i släktet Taenaris och familjen praktfjärilar. Inga underarter finns listade i Catalogue of Life.